# Москва — Генуя
«Москва — Генуя» — советский чёрно-белый историко-революционный художественный фильм, поставленный на киностудии «Беларусьфильм» в 1964 году режиссёром Алексеем Спешневым. В постановке принимали участие режиссёры — Владимир Корш-Саблин и Павел Арманд.
Премьера фильма в СССР состоялась 2 ноября 1964 года в канун праздника 7 ноября.

## Сюжет
В конце Гражданской войны полковой комиссар Безлыков встречает девушку Глашу, храбро сражающуюся в составе их формирования. Раненым он бежал из белогвардейского плена и на некоторое время потерял её из виду, но спустя несколько лет он случайно сталкивается с ней в Москве.
Большевик с дореволюционным стажем, владеющий иностранными языками, Безлыков получает назначение в Народный комиссариат иностранных дел. Там он попадает под патронат Чичерина и едет в составе советской делегации на Генуэзскую международную конференцию по экономическим и финансовым вопросам. В ходе конференции удаётся прорвать единый фронт государств, пытавшихся добиться дипломатической изоляции Советской России, и подписать торговое соглашение с Германией.
Недовольные сложившимся положением дел недоброжелатели из числа западных реакционеров и белоэмигрантов планируют провести нападение на курьеров, перевозящих секретную переписку с инструкциями Ленина для членов советской делегации.

## В ролях
- Григорий Белов — Чичерин
- Людмила Хитяева — Глаша
- Сергей Яковлев — Безлыков
- Ростислав Плятт — Менье
- Николай Ерёменко — Русанов
- Владимир Белокуров — Ллойд-Джордж
- Сергей Мартинсон — Барту
- Павел Молчанов — Литвинов
- Карп Клетниекс — Воровский (в титрах указан как — П. Клетниекс)
- Иван Шатилло — Красин
- Александр Смирнов — Йозеф Вирт
- Григорий Шпигель — Мальцан
- Сергей Карнович-Валуа — Ратенау
- Александр Гречаный — дипкурьер
- Игорь Комаров — дипкурьер
- Александр Петров — генерал
- Николай Засеев-Руденко — Хемингуэй
- Владимир Цоппи — Факта
- Альфред Видениекс — американский посол
- Андрей Файт — король Италии Виктор Эммануил III
- Георгий Георгиу — Журкин
- Глеб Глебов — нэпман
- Эммануил Геллер — парикмахер
- Текст читает — Алексей Консовский

## Съёмочная группа
- Сценарий и постановка — Алексея Спешнева
В постановке принимали участие режиссёры — Владимир Корш-Саблин, Павел Арманд
- Главный оператор — Андрей Булинский
- Композитор — Лев Солин
- Звукооператор — Константин Бакк

## Награды
- 1964 — I Всесоюзный кинофестиваль в Ленинграде, вторая премия за историко-революционный фильм (Владимир Корш-Саблин)
- 1967 — Государственная премия Белорусской ССР в области кинематографии:
  - автор сценария и режиссёр-постановщик А. Спешнев
  - режиссёры П. Арманд и В. Корш-Саблин
  - оператор А. Булинский